# 藤沢市民オペラ
藤沢市民オペラ（ふじさわしみんオペラ）は、1973年（昭和48年）第1回公演を行った日本最古の市民オペラ。これまでに24回の公演を行っている。ソリストはプロのオペラ歌手を招くが、合唱団、オーケストラなどは地元のアマチュア団体が担う。現在は公益財団法人藤沢市みらい創造財団芸術文化事業課が主催し、藤沢市と藤沢市教育委員会が共催している。

## 概略
1972年（昭和47年）に藤沢市の文化担当参与に就任した元藤原歌劇団の指揮者福永陽一郎の指導のもとに1973年（昭和48年）にスタートした、市民とプロの音楽家、行政が協力して制作、公演するオペラ。1992年からは藤沢オペラコンクールもスタートし、これに入賞入選した声楽家が主要な役どころで出演するようになっていた（2013年まで）。
主催は藤沢市と、当初は藤沢市民会館友の会だったが、1992年10月1日に財団法人藤沢市芸術文化振興財団（後に、公益財団法人藤沢市みらい創造財団へ移行）が設立され、次の年からは同財団が市、市教委と共に主催している。音楽監督は、初回から第21回まで福永の盟友畑中良輔が引き受けていた。指揮者、ソリスト、舞台美術はプロが行うが、管弦楽と合唱は市民団体が引き受ける。
第4回公演の『竜恋譜』は、市民公募の物語に堂本正樹が脚色し、三枝成章が作曲するというオリジナル作品で、これが空前絶後の公演である。第8回公演の『ウィリアム・テル』、第16回公演の『リエンツィ・最後の護民官』は、いずれも日本初演という意欲作であった。こうした活動から、第10回音楽之友社賞、第40回神奈川文化賞、第2回三菱信託音楽賞、第22回ジロー・オペラ特別賞、毎日芸術特別賞と、数々の表彰を受けている。
2015年（平成27年）から、3年1シーズン制となり1年目に招聘公演、2年目は演奏会形式公演、3年目に従来どおりの市民オペラ公演を開催することとなった。

## 公演記録
- 1973年（昭和48年）10月10日 - 第1回藤沢市民オペラ『フィガロの結婚』
藤沢市民会館開館5周年記念公演
- 1975年（昭和50年）10月12日 - 第2回藤沢市民オペラ『セヴィリアの理髪師』
藤沢市制35周年記念公演
- 1977年（昭和52年）6月12日 - 第3回藤沢市民オペラ『こうもり』
- 1979年（昭和54年）3月3日・12日 - 第4回藤沢市民オペラ『竜恋譜』
藤沢市民会館開館10周年記念公演。オリジナル作品。初演
- 1980年（昭和55年）1月20日 - 第5回藤沢市民オペラ『夕鶴』
指揮：團伊玖磨（作曲者）。この回のみ新星日本交響楽団、杉並児童合唱団による公演で、市民は裏方に廻っている。
- 1980年（昭和55年）9月23日 - 第6回藤沢市民オペラ『カルメン』
藤沢市制40周年記念公演
- 1982年（昭和57年）10月11日 - 第7回藤沢市民オペラ『蝶々夫人』
- 1983年（昭和58年）10月9日・10日 - 第8回藤沢市民オペラ『ウィリアム・テル』
藤沢市民会館開館15周年記念公演。日本初演
- 1984年（昭和59年）12月2日 - 第9回藤沢市民オペラ『ヘンゼルとグレーテル』
- 1985年（昭和60年）11月3日・4日・9日・10日 - 第10回藤沢市民オペラ『アイーダ』
藤沢市制45周年記念公演
  - 1986年（昭和61年） - 「アイーダ」公演の成果と、長年にわたる市民オペラ活動で第10回音楽之友社賞を受賞
- 1988年（昭和63年）10月1日・2日・8日・9日 - 第11回藤沢市民オペラ『椿姫』
藤沢市民会館開館20周年記念公演
この公演までの指揮者は、作曲者自身が指揮した『夕鶴』を除き福永陽一郎だった。
1990年2月10日 - 福永陽一郎、没。
- 1990年（平成2年）10月13日・14日・20日・21日 - 第12回藤沢市民オペラ『ファウスト』
藤沢市制50周年記念公演。指揮：北村協一
  - 1991年（平成3年）11月3日 - 「ファウスト」公演が第40回神奈川文化賞を受賞
- 1992年（平成4年）3月22日 - 第13回藤沢市民オペラ『魔笛』（舞台形式によるオペラ「魔笛」特別演奏会）
指揮：北村協一
  - 1992年10月1日 - 財団法人藤沢市芸術文化振興財団、設立
  - 1992年10月25日 - 第1回藤沢オペラコンクール
- 1993年（平成5年）10月21日・23日・27日・28日 - 第14回藤沢市民オペラ『トゥーランドット』
藤沢市民オペラ20周年記念　藤沢市民会館開館25周年記念公演。指揮：若杉弘
  - 1994年（平成6年） - 「トゥーランドット」が第2回三菱信託音楽賞と第22回ジロー・オペラ特別賞受賞
  - 1995年4月9日 - 第2回藤沢オペラコンクール
- 1995年（平成7年）11月19日・23日・25日・26日 - 第15回藤沢市民オペラ『ウィンザーの陽気な女房たち』
藤沢市制55周年記念公演。指揮：北村協一
  - 1997年6月29日 - 第3回藤沢オペラコンクール
- 1998年（平成10年）11月22日・23日・28日・29日 - 第16回藤沢市民オペラ『リエンツィ・最後の護民官』
藤沢市民オペラ25周年記念　藤沢市民会館開館30周年記念公演。指揮：若杉弘。日本初演
  - 1999年6月27日 - 第4回藤沢オペラコンクール
  - 2000年、日本初演となった「リエンツィ・最後の護民官」が毎日芸術特別賞を受賞
- 2000年（平成12年）9月2日・3日・9日・10日 - 第17回藤沢市民オペラ『ラ・ボエーム』（原語上演、字幕スーパー付）
藤沢市制60周年記念公演。指揮：広上淳一
  - 2002年9月29日 - 第5回藤沢オペラコンクール
- 2003年（平成15年）11月16日・22日・23日・24日 - 第18回藤沢市民オペラ『地獄のオルフェ』
藤沢市民オペラ30周年記念公演。指揮：増田宏昭
  - 2005年3月27日 - 第6回藤沢オペラコンクール
- 2005年（平成17年）11月20日・23日・26日・27日 - 第19回藤沢市民オペラ『トゥーランドット（ベリオ版）』
藤沢市制65周年記念公演。指揮：若杉弘
  - 2008年3月20日 - 第7回藤沢オペラコンクール
- 2008年（平成20年）10月18日・19日・25日・26日 - 第20回藤沢市民オペラ『メリー・ウィドウ』
藤沢市民会館開館40周年記念公演。指揮：大島義彰
  - 2010年（平成22年）3月20日 - 第8回藤沢オペラコンクール
  - 2010年4月1日 - 財団法人藤沢市芸術文化振興財団、財団法人藤沢市みらい創造財団芸術文化事業部に改組
- 2010年（平成22年）11月6日・7日・13日・14日 - 第21回藤沢市民オペラ『カヴァレリア・ルスティカーナ/道化師』
藤沢市制70周年記念公演。指揮：上野正博/清水史広
  - 2012年（平成24年）4月1日 - 財団法人藤沢市みらい創造財団、公益財団法人藤沢市みらい創造財団へ移行
  - 2013年（平成25年）3月16日 - 第9回藤沢オペラコンクール
  - 2013年4月1日 - 公益財団法人藤沢市みらい創造財団芸術文化事業部 、芸術文化事業課へ組織改正
- 2013年（平成25年）11月16日・17日・23日・24日 - 第22回藤沢市民オペラ『フィガロの結婚』
藤沢市民会館開館45周年・藤沢市民オペラ創立45周年記念。総監督：中村健。指揮：河地良智
  - 2014年（平成26年）12月 - 公益財団法人藤沢市みらい創造財団に藤沢市民オペラ制作委員会を設置
2015年度から3年1シーズン制（1年目：招聘公演、2年目：演奏会形式、3年目：市民オペラ）となる。
芸術監督として指揮者の園田隆一郎を選出。
  - 2016年（平成28年）2月27日 - 藤原歌劇団招聘公演『蝶々夫人』
園田隆一郎「藤沢市民オペラ」芸術監督就任公演。指揮：園田隆一郎。演出：粟國安彦
  - 2016年（平成28年）3月1日・2日 - 第23回藤沢市民オペラ『トスカ』ソリストオーディション開催
  - 2016年（平成28年）10月30日 - 演奏会形式公演『セミラーミデ』
園田隆一郎芸術監督2015-2017シーズン第2章。指揮：園田隆一郎。ナビゲーター：朝岡聡。日本初演
- 2017年（平成29年）11月19日・23日・25日・26日 - 第23回藤沢市民オペラ『トスカ』
園田隆一郎芸術監督2015-2017シーズン最終章。指揮：園田隆一郎。演出：粟國淳
  - 2018年（平成30年）2月23日 - 園田隆一郎芸術監督、第16回齋藤秀雄メモリアル基金賞を受賞
  - 2018年（平成30年）4月6日 - 園田隆一郎芸術監督の2018-2020シーズン続投を発表
  - 2018年（平成30年）10月14日 - 藤原歌劇団招聘公演『椿姫』
園田隆一郎芸術監督2018-2020シーズン第1章。指揮：園田隆一郎。演出：岩田達宗
  - 2019年（平成31年）3月1日・2日 - 第24回藤沢市民オペラ『ナブッコ』ソリストオーディション開催
  - 2019年（令和元年）12月1日 - 演奏会形式公演『湖上の美人』（初演から200年を記念して）
園田隆一郎芸術監督2018-2020シーズン第2章。指揮：園田隆一郎。ナビゲーター：朝岡聡。
- 2020年（令和2年）11月14日・15日・21日・22日 - 第24回藤沢市民オペラ『ナブッコ』（シカゴ大学クリティカル・エディション）
園田隆一郎芸術監督2018-2020シーズン最終章。指揮：園田隆一郎。演出：岩田達宗
  - 新型コロナウイルス蔓延防止対策の一環として、2022年（令和4年）2月26日・27日、3月5日・6日に延期。